# Тонга на летних Олимпийских играх 1984
Тонга принимала участие в Летних Олимпийских играх 1984 года в Лос-Анджелесе (США) в первый раз за свою историю и не завоевала ни одной медали. Сборную страны представляли 7 боксёров.

## Бокс
Спортсменов — 7
| Спортсмен      | Категория   | 1/32 финала          | 1/16 финала                | 1/8 финала               | Четвертьфинал        | Полуфинал            | Финал                |
| Спортсмен      | Категория   | Соперник и результат | Соперник и результат       | Соперник и результат     | Соперник и результат | Соперник и результат | Соперник и результат |
| -------------- | ----------- | -------------------- | -------------------------- | ------------------------ | -------------------- | -------------------- | -------------------- |
| Лисиате Лавуло | 63,5 кг     | -                    | Джавид Аслам Пор RCS       | Не прошёл                | Не прошёл            | Не прошёл            | Не прошёл            |
| Сайколони Хала | 67 кг       | -                    | Ведат Ёнсой Пор 0:5        | Не прошёл                | Не прошёл            | Не прошёл            | Не прошёл            |
| Элоне Литуи    | 71 кг       | -                    | Фабулуми Иньяма Поб 4:1    | Исраэль Коле Пор RSC     | Не прошёл            | Не прошёл            | Не прошёл            |
| Отосико Хавили | 75 кг       |                      | Аристидис Гонсалес Пор 1:4 | Не прошёл                | Не прошёл            | Не прошёл            | Не прошёл            |
| Файн Сани Веа  | 81 кг       |                      | -                          | Джорджица Доничи Пор 0:5 | Не прошёл            | Не прошёл            | Не прошёл            |
| Тевита Тауфоу  | 91 кг       |                      | -                          | Лои Фаетеете Поб 4:1     | Генри Тилман Пор RSC | Не прошёл            | Не прошёл            |
| Вильями Пулу   | Свыше 91 кг |                      |                            | -                        | Роберт Уэллс Пор КО  | Не прошёл            | Не прошёл            |